# Dionís Renart i Bosch
Dionís Renart i Bosch (Tarragona, 1852 - Barcelona, 1922) va ser un daurador i tallista català, pare de Dionís Renart i Garcia i de Joaquim Renart i Garcia
Traslladat de Tarragona a Barcelona, va començar a treballar al taller del daurador Pere Màrtir Casanovas, la botiga del qual va heretar.
Amb Cassimir Llobet van creat la societat Llobet i Renart que es dedicava a la producció i comercialització d'imatgeria religiosa i festiva. Van fer, per exemple, l'altar de sant Frederic bisbe, de l'església dels sants Just i Pastor (1883) i els gegants de la ciutat
Consta la participació de Llobet i Renart a l'Exposició Universal de 1888, a l'Exposició d'Indústries artístiques de 1892 i a l'Exposició de belles arts i indústries artístiques de 1896.
Tenien la botiga a Barcelona, al carrer del Regomir, i el taller al carrer de la Palma de Sant Just.
Sobresortia pel seu domini de les diverses tècniques de l'art de la dauradura i en especial pel seu coneixement del daurat en els retaules gòtics.
També va dur a terme la restauració d'imatges religioses, com la Mare de Déu de Queralt.(1916)
Més endavant, Llobet va abandonar la societat, que llavors passà a denominar-se Renart i companyia (Renart i Cia.).i es va traslladar a l'Eixample. Els seus fills Dionís i Joaquim n'assumiren la direcció i la continuïtat
Va ser president del Foment de les Arts Decoratives entre els anys 1909 i 1917